# Nederlands voetbalelftal in 2018
Dit is een pagina over het Nederlands voetbalelftal voor mannen in het kalenderjaar 2018. Op 6 februari 2018 werd Ronald Koeman als nieuwe bondscoach van het Nederlands elftal gepresenteerd. Hij volgde Dick Advocaat op, en nam een grotendeels nieuwe staf mee naar de nationale ploeg. Door het stoppen van Arjen Robben en Wesley Sneijder als internationals werd Virgil van Dijk door Koeman aangesteld als de nieuwe aanvoerder van Oranje, met Kevin Strootman, Georginio Wijnaldum en Daley Blind als eventuele tweede aanvoerders.

## Wedstrijden
In 2018 komt het Nederlands voetbalelftal voor mannen uit in vriendschappelijke wedstrijden en de UEFA Nations League. Door het mislukken van de kwalificatie voor het Wereldkampioenschap voetbal 2018 was dit het tweede grote toernooi op rij (na het Europees kampioenschap voetbal 2016) waar Oranje ontbrak.

### Maart
| vrijdag 23 maart 2018 20:45 uur, Vriendschappelijk                                                          | Nederland | 0-1 (0-0) | Engeland        | Opstelling Nederland | Opstelling Engeland |  |
| Stadion: Johan Cruijff ArenA Toeschouwers: 51.500 Scheidsrechter: Jesús Gil Manzano                         |           |           | 59' 11. Lingard | 1. Zoet, 2. Hateboer, 3. De Ligt, 4. Van Dijk , 5. Wijnaldum, 6. De Vrij 89' ( 19. Weghorst), 7. Promes 66' ( 18. Pröpper), 8. Strootman 89' ( 15. Van de Beek), 9. Dost 66' ( 20. Babel), 10. Depay, 11. Van Aanholt | 1. Pickford, 2. Trippier, 3. Rose 79' ( 18. Young), 4. Walker, 5. Stones, 6. Gomez 10' ( 15. Maguire) 89' ( 12. Dier), 7. Oxlade-Chamberlain, 8. Henderson , 9. Rashford 68' ( 21. Vardy), 10. Sterling 68' ( 24. Welbeck), 11. Lingard 68' ( 20. Alli) |  |
| Stadion: Johan Cruijff ArenA Toeschouwers: 51.500 Scheidsrechter: Jesús Gil Manzano                         |           |           |                 | 1. Zoet, 2. Hateboer, 3. De Ligt, 4. Van Dijk , 5. Wijnaldum, 6. De Vrij 89' ( 19. Weghorst), 7. Promes 66' ( 18. Pröpper), 8. Strootman 89' ( 15. Van de Beek), 9. Dost 66' ( 20. Babel), 10. Depay, 11. Van Aanholt | 1. Pickford, 2. Trippier, 3. Rose 79' ( 18. Young), 4. Walker, 5. Stones, 6. Gomez 10' ( 15. Maguire) 89' ( 12. Dier), 7. Oxlade-Chamberlain, 8. Henderson , 9. Rashford 68' ( 21. Vardy), 10. Sterling 68' ( 24. Welbeck), 11. Lingard 68' ( 20. Alli) |  |
| Stadion: Johan Cruijff ArenA Toeschouwers: 51.500 Scheidsrechter: Jesús Gil Manzano                         |           |           |                 | 1. Zoet, 2. Hateboer, 3. De Ligt, 4. Van Dijk , 5. Wijnaldum, 6. De Vrij 89' ( 19. Weghorst), 7. Promes 66' ( 18. Pröpper), 8. Strootman 89' ( 15. Van de Beek), 9. Dost 66' ( 20. Babel), 10. Depay, 11. Van Aanholt | 1. Pickford, 2. Trippier, 3. Rose 79' ( 18. Young), 4. Walker, 5. Stones, 6. Gomez 10' ( 15. Maguire) 89' ( 12. Dier), 7. Oxlade-Chamberlain, 8. Henderson , 9. Rashford 68' ( 21. Vardy), 10. Sterling 68' ( 24. Welbeck), 11. Lingard 68' ( 20. Alli) |  |
| Bijz.: * Debuut van Ronald Koeman als bondscoach. ** Debuut van Hans Hateboer en Wout Weghorst voor Oranje. |           |           |                 | | |  |

| maandag 26 maart 2018 20:30 uur, Vriendschappelijk                         | Portugal | 0-3 (0-3) | Nederland                                                                       | Opstelling Portugal | Opstelling Nederland |  |
| Stadion: Stade de Genève Toeschouwers: 20.000 Scheidsrechter: Ruddy Buquet |          |           | 12' 10. Depay 7. Van de Beek 32' 9. Babel 3. De Ligt 45' 4. Van Dijk 3. De Ligt | 3. Rolando 46' ( 4. Neto), 6. Fonte, 7. Ronaldo 68' ( 8. Moutinho ()), 12. Lopes, 15. Gomes 46' ( 9. Silva), 16. Fernandes, 19. Rui, 20. Queresma 55' ( 18. Martins), 23. Silva 46' ( 17. Guedes), 24. Cancelo 44', 61', 25. Fernandes () 78' ( 10. Mário) | 1. Cillessen, 2. Tete 56' 78' ( 15. Til), 3. De Ligt 84' ( 22. Fosu-Mensah), 4. Van Dijk , 5. Wijnaldum 68' ( 16. De Roon 72'), 6. Aké, 7. Van de Beek, 8. Pröpper, 9. Babel 84' ( 17. Berghuis), 10. Depay 78' ( 23. Kluivert), 11. Vilhena 67' ( 14. De Vrij) |  |
| Stadion: Stade de Genève Toeschouwers: 20.000 Scheidsrechter: Ruddy Buquet |          |           |                                                                                 | 3. Rolando 46' ( 4. Neto), 6. Fonte, 7. Ronaldo 68' ( 8. Moutinho ()), 12. Lopes, 15. Gomes 46' ( 9. Silva), 16. Fernandes, 19. Rui, 20. Queresma 55' ( 18. Martins), 23. Silva 46' ( 17. Guedes), 24. Cancelo 44', 61', 25. Fernandes () 78' ( 10. Mário) | 1. Cillessen, 2. Tete 56' 78' ( 15. Til), 3. De Ligt 84' ( 22. Fosu-Mensah), 4. Van Dijk , 5. Wijnaldum 68' ( 16. De Roon 72'), 6. Aké, 7. Van de Beek, 8. Pröpper, 9. Babel 84' ( 17. Berghuis), 10. Depay 78' ( 23. Kluivert), 11. Vilhena 67' ( 14. De Vrij) |  |
| Stadion: Stade de Genève Toeschouwers: 20.000 Scheidsrechter: Ruddy Buquet |          |           |                                                                                 | 3. Rolando 46' ( 4. Neto), 6. Fonte, 7. Ronaldo 68' ( 8. Moutinho ()), 12. Lopes, 15. Gomes 46' ( 9. Silva), 16. Fernandes, 19. Rui, 20. Queresma 55' ( 18. Martins), 23. Silva 46' ( 17. Guedes), 24. Cancelo 44', 61', 25. Fernandes () 78' ( 10. Mário) | 1. Cillessen, 2. Tete 56' 78' ( 15. Til), 3. De Ligt 84' ( 22. Fosu-Mensah), 4. Van Dijk , 5. Wijnaldum 68' ( 16. De Roon 72'), 6. Aké, 7. Van de Beek, 8. Pröpper, 9. Babel 84' ( 17. Berghuis), 10. Depay 78' ( 23. Kluivert), 11. Vilhena 67' ( 14. De Vrij) |  |
| Bijz.: Debuut van Guus Til en Justin Kluivert voor Oranje.                 |          |           |                                                                                 | | |  |

### Mei
| donderdag 31 mei 2018 20:45 uur, Vriendschappelijk                                           | Slowakije               | 1-1 (1-0) | Nederland               | Opstelling Slowakije | Opstelling Nederland |  |
| Stadion: Štadión Antona Malatinského Toeschouwers: 16.000 Scheidsrechter: Bartosz Frankowski | 8' 11. Nemec 17. Hamšík |           | 59' 9. Promes 10. Depay | 1. Dubravka, 2. Pekarik (), 10. Rusnak 78' ( 9. Mihalik), 11. Nemec 78' ( 21. Duris), 14. Škriniar, 15. Hubocan 78' ( 7. Satka), 16. Mazan, 17. Hamšík 78' ( 8. Duda), 19. Kucka 78' ( 18. Sabo), 20. Mak 78' ( 24. Pacinda), 22. Lobotka | 1. Zoet, 2. Janmaat, 3. De Ligt, 4. De Vrij (), 5. Blind 78' ( 25. Kongolo), 6. Pröpper 78' ( 17. Berghuis), 7. Van de Beek 46' ( 18. Vormer), 8. Strootman 78' ( 16. De Roon), 9. Promes 78' ( 24. Weghorst), 10. Depay 80', 11. Van Aanholt 78' ( 22. Elia) |  |
| Stadion: Štadión Antona Malatinského Toeschouwers: 16.000 Scheidsrechter: Bartosz Frankowski |                         |           |                         | 1. Dubravka, 2. Pekarik (), 10. Rusnak 78' ( 9. Mihalik), 11. Nemec 78' ( 21. Duris), 14. Škriniar, 15. Hubocan 78' ( 7. Satka), 16. Mazan, 17. Hamšík 78' ( 8. Duda), 19. Kucka 78' ( 18. Sabo), 20. Mak 78' ( 24. Pacinda), 22. Lobotka | 1. Zoet, 2. Janmaat, 3. De Ligt, 4. De Vrij (), 5. Blind 78' ( 25. Kongolo), 6. Pröpper 78' ( 17. Berghuis), 7. Van de Beek 46' ( 18. Vormer), 8. Strootman 78' ( 16. De Roon), 9. Promes 78' ( 24. Weghorst), 10. Depay 80', 11. Van Aanholt 78' ( 22. Elia) |  |
| Stadion: Štadión Antona Malatinského Toeschouwers: 16.000 Scheidsrechter: Bartosz Frankowski |                         |           |                         | 1. Dubravka, 2. Pekarik (), 10. Rusnak 78' ( 9. Mihalik), 11. Nemec 78' ( 21. Duris), 14. Škriniar, 15. Hubocan 78' ( 7. Satka), 16. Mazan, 17. Hamšík 78' ( 8. Duda), 19. Kucka 78' ( 18. Sabo), 20. Mak 78' ( 24. Pacinda), 22. Lobotka | 1. Zoet, 2. Janmaat, 3. De Ligt, 4. De Vrij (), 5. Blind 78' ( 25. Kongolo), 6. Pröpper 78' ( 17. Berghuis), 7. Van de Beek 46' ( 18. Vormer), 8. Strootman 78' ( 16. De Roon), 9. Promes 78' ( 24. Weghorst), 10. Depay 80', 11. Van Aanholt 78' ( 22. Elia) |  |
| Bijz.: Debuut van Ruud Vormer voor Oranje.                                                   |                         |           |                         | | |  |

### Juni
| maandag 4 juni 2018 20:45 uur, Vriendschappelijk                                   | Italië       | 1-1 (0-0) | Nederland               | Opstelling Italië | Opstelling Nederland |  |
| Stadion: Allianz Stadium Toeschouwers: 20.500 Scheidsrechter: Vladislav Bezborodov | 67' 11. Zaza |           | 88' 9. Aké 10. Berghuis | 4. Criscito 69', 6. Romagnoli, 8. Bonaventura 87' ( 16. Pellegrini), 10. Insigne 70' ( 19. Bonucci ()), 11. Belotti 63' ( 7. Zaza 89', 12. Perin, 14. Jorginho 78' ( 26. Baselli), 15. Rugani, 20. Verdi 61' ( 25 Chiesa 75', 21. Zappacosta 59' ( 2. De Sciglio), 23. Cristante | 1. Cillessen, 2. Hateboer 46' ( 12. Janmaat 92', 3. De Ligt 71' ( 15. Aké), 4. Van Dijk , 5. Blind 78' ( 19. Weghorst), 6. De Roon 28' 78' ( 18. Promes), 7. Vormer 43' 70' ( 17. Berghuis), 8. Wijnaldum, 9. Babel 82' ( 22. Elia), 10. Depay, 11. Vilhena |  |
| Stadion: Allianz Stadium Toeschouwers: 20.500 Scheidsrechter: Vladislav Bezborodov |              |           |                         | 4. Criscito 69', 6. Romagnoli, 8. Bonaventura 87' ( 16. Pellegrini), 10. Insigne 70' ( 19. Bonucci ()), 11. Belotti 63' ( 7. Zaza 89', 12. Perin, 14. Jorginho 78' ( 26. Baselli), 15. Rugani, 20. Verdi 61' ( 25 Chiesa 75', 21. Zappacosta 59' ( 2. De Sciglio), 23. Cristante | 1. Cillessen, 2. Hateboer 46' ( 12. Janmaat 92', 3. De Ligt 71' ( 15. Aké), 4. Van Dijk , 5. Blind 78' ( 19. Weghorst), 6. De Roon 28' 78' ( 18. Promes), 7. Vormer 43' 70' ( 17. Berghuis), 8. Wijnaldum, 9. Babel 82' ( 22. Elia), 10. Depay, 11. Vilhena |  |
| Stadion: Allianz Stadium Toeschouwers: 20.500 Scheidsrechter: Vladislav Bezborodov |              |           |                         | 4. Criscito 69', 6. Romagnoli, 8. Bonaventura 87' ( 16. Pellegrini), 10. Insigne 70' ( 19. Bonucci ()), 11. Belotti 63' ( 7. Zaza 89', 12. Perin, 14. Jorginho 78' ( 26. Baselli), 15. Rugani, 20. Verdi 61' ( 25 Chiesa 75', 21. Zappacosta 59' ( 2. De Sciglio), 23. Cristante | 1. Cillessen, 2. Hateboer 46' ( 12. Janmaat 92', 3. De Ligt 71' ( 15. Aké), 4. Van Dijk , 5. Blind 78' ( 19. Weghorst), 6. De Roon 28' 78' ( 18. Promes), 7. Vormer 43' 70' ( 17. Berghuis), 8. Wijnaldum, 9. Babel 82' ( 22. Elia), 10. Depay, 11. Vilhena |  |
|                                                                                    |              |           |                         | | |  |

### September
| 6 september 2018 20:45, Vriendschappelijk                                                                       | Nederland                                | 2-1 (0-1) | Peru                    | Opstelling Nederland | Opstelling Peru |  |
| Stadion: Johan Cruijff ArenA Toeschouwers: 40.127 Scheidsrechter: Tobias Stieler                                | 60' 9. Depay 23. F. de Jong 83' 9. Depay |           | 13' 23. Aquino 8. Cueva | 1. Cillessen, 2. Tete 72' ( 12. Janmaat), 3. De Ligt, 4. Van Dijk (), 5. Blind, 6. Wijnaldum 46' ( 23. F. de Jong), 7. Vormer 85' ( 22. Kluivert), 8. Strootman 46' ( 16. Pröpper), 9. Depay, 10. Sneijder 62' ( 20. Promes), 11. Babel 86' ( 21. Vilhena | 1. Gallese 41', 4. Santamaria 69' 75' ( 25. Abram), 6. Trauco 59' ( 7. Sandoval), 8. Cueva, 10. Farfán , 15. Ramos, 17. Advíncula, 18. Carillo 68' ( 14. Calcaterra), 19. Yotún 89' ( 24. Cartagena), 22. Loyola, 23. Aquino 79' ( 16. Pena) |  |
| Stadion: Johan Cruijff ArenA Toeschouwers: 40.127 Scheidsrechter: Tobias Stieler                                |                                          |           |                         | 1. Cillessen, 2. Tete 72' ( 12. Janmaat), 3. De Ligt, 4. Van Dijk (), 5. Blind, 6. Wijnaldum 46' ( 23. F. de Jong), 7. Vormer 85' ( 22. Kluivert), 8. Strootman 46' ( 16. Pröpper), 9. Depay, 10. Sneijder 62' ( 20. Promes), 11. Babel 86' ( 21. Vilhena | 1. Gallese 41', 4. Santamaria 69' 75' ( 25. Abram), 6. Trauco 59' ( 7. Sandoval), 8. Cueva, 10. Farfán , 15. Ramos, 17. Advíncula, 18. Carillo 68' ( 14. Calcaterra), 19. Yotún 89' ( 24. Cartagena), 22. Loyola, 23. Aquino 79' ( 16. Pena) |  |
| Stadion: Johan Cruijff ArenA Toeschouwers: 40.127 Scheidsrechter: Tobias Stieler                                |                                          |           |                         | 1. Cillessen, 2. Tete 72' ( 12. Janmaat), 3. De Ligt, 4. Van Dijk (), 5. Blind, 6. Wijnaldum 46' ( 23. F. de Jong), 7. Vormer 85' ( 22. Kluivert), 8. Strootman 46' ( 16. Pröpper), 9. Depay, 10. Sneijder 62' ( 20. Promes), 11. Babel 86' ( 21. Vilhena | 1. Gallese 41', 4. Santamaria 69' 75' ( 25. Abram), 6. Trauco 59' ( 7. Sandoval), 8. Cueva, 10. Farfán , 15. Ramos, 17. Advíncula, 18. Carillo 68' ( 14. Calcaterra), 19. Yotún 89' ( 24. Cartagena), 22. Loyola, 23. Aquino 79' ( 16. Pena) |  |
| Bijz.: * Afscheid van Wesley Sneijder als international voor Oranje. ** Debuut van Frenkie de Jong voor Oranje. |                                          |           |                         | | |  |

| 9 september 2018 20:45, UEFA Nations League 2018/19 Divisie A                          | Frankrijk                                          | 2-1 (1-0) | Nederland             | Opstelling Frankrijk | Opstelling Nederland |  |
| Stadion: Stade de France Toeschouwers: 80.000 Scheidsrechter: Alberto Undiano Mallenco | 14' 10. Mbappé 14. Matuidi 75' 9. Giroud 22. Mendy |           | 67' 11. Babel 2. Tete | 2. Pavard 80', 4 Varane , 5. Umtiti, 6. Pogba, 7. Griezmann 81' 46' ( 15. NZonzi), 9. Giroud 89' ( 11. Dembele), 10. Mbappé, 13. Kanté, 14. Matuidi, 16. Aréola, 21. Hernández 62' ( 22. Mendy) | 1. Cillessen, 2. Tete 82' ( 12. Janmaat), 3. De Ligt, 4. Van Dijk , 5. Blind, 6. Pröpper, 7. F. de Jong, 8. Wijnaldum, 9. Promes 76' ( 20. Vormer), 10. Depay, 11. Babel 88' ( 19. L. de Jong) |  |
| Stadion: Stade de France Toeschouwers: 80.000 Scheidsrechter: Alberto Undiano Mallenco |                                                    |           |                       | 2. Pavard 80', 4 Varane , 5. Umtiti, 6. Pogba, 7. Griezmann 81' 46' ( 15. NZonzi), 9. Giroud 89' ( 11. Dembele), 10. Mbappé, 13. Kanté, 14. Matuidi, 16. Aréola, 21. Hernández 62' ( 22. Mendy) | 1. Cillessen, 2. Tete 82' ( 12. Janmaat), 3. De Ligt, 4. Van Dijk , 5. Blind, 6. Pröpper, 7. F. de Jong, 8. Wijnaldum, 9. Promes 76' ( 20. Vormer), 10. Depay, 11. Babel 88' ( 19. L. de Jong) |  |
| Stadion: Stade de France Toeschouwers: 80.000 Scheidsrechter: Alberto Undiano Mallenco |                                                    |           |                       | 2. Pavard 80', 4 Varane , 5. Umtiti, 6. Pogba, 7. Griezmann 81' 46' ( 15. NZonzi), 9. Giroud 89' ( 11. Dembele), 10. Mbappé, 13. Kanté, 14. Matuidi, 16. Aréola, 21. Hernández 62' ( 22. Mendy) | 1. Cillessen, 2. Tete 82' ( 12. Janmaat), 3. De Ligt, 4. Van Dijk , 5. Blind, 6. Pröpper, 7. F. de Jong, 8. Wijnaldum, 9. Promes 76' ( 20. Vormer), 10. Depay, 11. Babel 88' ( 19. L. de Jong) |  |
|                                                                                        |                                                    |           |                       | | |  |

### Oktober
| Zaterdag 13 oktober 2018 20:45, UEFA Nations League 2018/19 Divisie A                | Nederland                                                           | 3-0 (1-0) | Duitsland | Opstelling Nederland | Opstelling Duitsland |  |
| Stadion: Johan Cruijff ArenA Toeschouwers: 52.536 Scheidsrechter: Cüneyt Çakır       | 30' 4. Van Dijk 87' 10. Depay 20. Promes 87' 8. Wijnaldum 10. Depay |           |           | 1. Cillessen, 2. Dumfries, 3. De Ligt, 4. Van Dijk (), 5. Blind, 6. De Roon, 7. F. de Jong 77' ( 15. Aké), 8. Wijnaldum, 9. Bergwijn 68' ( 22. Groeneveld), 10. Depay, 11. Babel 68' ( 20. Promes) | 1. Neuer , 3. Hector, 4. Ginter, 5. Hummels, 8. Kroos, 9. Werner, 11. Can 57' ( 7. Draxler), 13. Muller 57' ( 19. Sané), 17. Boateng, 18. Kimmich, 23. Uth 68' ( 10. Brandt) |  |
| Stadion: Johan Cruijff ArenA Toeschouwers: 52.536 Scheidsrechter: Cüneyt Çakır       |                                                                     |           |           | 1. Cillessen, 2. Dumfries, 3. De Ligt, 4. Van Dijk (), 5. Blind, 6. De Roon, 7. F. de Jong 77' ( 15. Aké), 8. Wijnaldum, 9. Bergwijn 68' ( 22. Groeneveld), 10. Depay, 11. Babel 68' ( 20. Promes) | 1. Neuer , 3. Hector, 4. Ginter, 5. Hummels, 8. Kroos, 9. Werner, 11. Can 57' ( 7. Draxler), 13. Muller 57' ( 19. Sané), 17. Boateng, 18. Kimmich, 23. Uth 68' ( 10. Brandt) |  |
| Stadion: Johan Cruijff ArenA Toeschouwers: 52.536 Scheidsrechter: Cüneyt Çakır       |                                                                     |           |           | 1. Cillessen, 2. Dumfries, 3. De Ligt, 4. Van Dijk (), 5. Blind, 6. De Roon, 7. F. de Jong 77' ( 15. Aké), 8. Wijnaldum, 9. Bergwijn 68' ( 22. Groeneveld), 10. Depay, 11. Babel 68' ( 20. Promes) | 1. Neuer , 3. Hector, 4. Ginter, 5. Hummels, 8. Kroos, 9. Werner, 11. Can 57' ( 7. Draxler), 13. Muller 57' ( 19. Sané), 17. Boateng, 18. Kimmich, 23. Uth 68' ( 10. Brandt) |  |
| Bijz.: Debuut van Denzel Dumfries, Steven Bergwijn en Arnaut Groeneveld voor Oranje. |                                                                     |           |           | | |  |

| Dinsdag 16 oktober 2018 20:45, Vriendschappelijk                   | België         | 1-1 (1-1) | Nederland                    | Opstelling België | Opstelling Nederland |  |
| Stadion: Koning Boudewijnstadion Scheidsrechter: Artur Soares Dias | 5' 14. Mertens |           | 27' 11. Groeneveld 10. Depay | 2. Alderweireld, 5. Denayer, 6. Witsel, 8. Tielemans 83' ( 11. Carrasco), 9. Lukaku 46' ( 23. Batshuayi), 10. E. Hazard 46' ( 16. T. Hazard), 12. Mignolet, 14. Mertens 46' ( 19. Praet), 20. Boyata 75', 21. Castagne 73' ( 15. Meunier), 22. Chadli | 1. Cillessen, 2. Dumfries 46' ( 12. Hateboer 91', 3. De Ligt 46' ( 17. Rosario), 4. De Vrij, 5. Aké, 6. Blind , 7. Van de Beek 61' ( 15. Van Aanholt), 8. Strootman 73' ( 19. De Jong), 9. Promes 73' ( 20. Bergwijn), 10. Depay, 11. Groeneveld 61' (11. Vilhena 84' |  |
| Stadion: Koning Boudewijnstadion Scheidsrechter: Artur Soares Dias |                |           |                              | 2. Alderweireld, 5. Denayer, 6. Witsel, 8. Tielemans 83' ( 11. Carrasco), 9. Lukaku 46' ( 23. Batshuayi), 10. E. Hazard 46' ( 16. T. Hazard), 12. Mignolet, 14. Mertens 46' ( 19. Praet), 20. Boyata 75', 21. Castagne 73' ( 15. Meunier), 22. Chadli | 1. Cillessen, 2. Dumfries 46' ( 12. Hateboer 91', 3. De Ligt 46' ( 17. Rosario), 4. De Vrij, 5. Aké, 6. Blind , 7. Van de Beek 61' ( 15. Van Aanholt), 8. Strootman 73' ( 19. De Jong), 9. Promes 73' ( 20. Bergwijn), 10. Depay, 11. Groeneveld 61' (11. Vilhena 84' |  |
| Stadion: Koning Boudewijnstadion Scheidsrechter: Artur Soares Dias |                |           |                              | 2. Alderweireld, 5. Denayer, 6. Witsel, 8. Tielemans 83' ( 11. Carrasco), 9. Lukaku 46' ( 23. Batshuayi), 10. E. Hazard 46' ( 16. T. Hazard), 12. Mignolet, 14. Mertens 46' ( 19. Praet), 20. Boyata 75', 21. Castagne 73' ( 15. Meunier), 22. Chadli | 1. Cillessen, 2. Dumfries 46' ( 12. Hateboer 91', 3. De Ligt 46' ( 17. Rosario), 4. De Vrij, 5. Aké, 6. Blind , 7. Van de Beek 61' ( 15. Van Aanholt), 8. Strootman 73' ( 19. De Jong), 9. Promes 73' ( 20. Bergwijn), 10. Depay, 11. Groeneveld 61' (11. Vilhena 84' |  |
| Bijz.: Debuut van Pablo Rosario voor Oranje.                       |                |           |                              | | |  |

### November
| Vrijdag 16 november 2018 20:45, UEFA Nations League 2018/19 Divisie A           | Nederland                        | 2-0 (1-0) | Frankrijk | Opstelling Nederland | Opstelling Frankrijk |  |
| Stadion: Stadion Feijenoord Toeschouwers: 47.000 Scheidsrechter: Anthony Taylor | 44' 8. Wijnaldum 90+6' 10. Depay |           |           | 1. Cillessen, 2. Dumfries, 3. De Ligt, 4. Van Dijk , 5. Blind, 6. De Roon, 7. F. de Jong, 8. Wijnaldum 17' 89' ( 21. Vilhena), 9. Bergwijn 86' ( 20. Promes), 10. Depay, 11. Babel 90+1' ( 15. Aké) | 1. Lloris, 2. Pavard 72', 3. Kimpembe, 4. Varane, 7. Griezmann, 9. Giroud 65' ( 11. Dembélé 89'), 10. Mbappé, 12. Digne 58', 13. Kanté 50', 14. Matuidi 65' ( 6. Sissoko), 15. Nzonzi 82' ( 21. Ndombele) |  |
| Stadion: Stadion Feijenoord Toeschouwers: 47.000 Scheidsrechter: Anthony Taylor |                                  |           |           | 1. Cillessen, 2. Dumfries, 3. De Ligt, 4. Van Dijk , 5. Blind, 6. De Roon, 7. F. de Jong, 8. Wijnaldum 17' 89' ( 21. Vilhena), 9. Bergwijn 86' ( 20. Promes), 10. Depay, 11. Babel 90+1' ( 15. Aké) | 1. Lloris, 2. Pavard 72', 3. Kimpembe, 4. Varane, 7. Griezmann, 9. Giroud 65' ( 11. Dembélé 89'), 10. Mbappé, 12. Digne 58', 13. Kanté 50', 14. Matuidi 65' ( 6. Sissoko), 15. Nzonzi 82' ( 21. Ndombele) |  |
| Stadion: Stadion Feijenoord Toeschouwers: 47.000 Scheidsrechter: Anthony Taylor |                                  |           |           | 1. Cillessen, 2. Dumfries, 3. De Ligt, 4. Van Dijk , 5. Blind, 6. De Roon, 7. F. de Jong, 8. Wijnaldum 17' 89' ( 21. Vilhena), 9. Bergwijn 86' ( 20. Promes), 10. Depay, 11. Babel 90+1' ( 15. Aké) | 1. Lloris, 2. Pavard 72', 3. Kimpembe, 4. Varane, 7. Griezmann, 9. Giroud 65' ( 11. Dembélé 89'), 10. Mbappé, 12. Digne 58', 13. Kanté 50', 14. Matuidi 65' ( 6. Sissoko), 15. Nzonzi 82' ( 21. Ndombele) |  |
|                                                                                 |                                  |           |           | | |  |

| Maandag 19 november 2018 20:45, UEFA Nations League 2018/19 Divisie A      | Duitsland                                     | 2-2 (2-0) | Nederland                                  | Opstelling Duitsland | Opstelling Nederland |  |
| Stadion: Veltins-Arena Toeschouwers: 42.186 Scheidsrechter: Ovidiu Haţegan | 9' 9. Werner 20. Gnabry 20' 19. Sané 8. Kroos |           | 85' 9. Promes 6. De Roon 90+1' 4. Van Dijk | 1. Neuer , 2. Kehrer, 5. Hummels 14', 8. Kroos 52', 9. Werner 63' ( 11. Reus), 14. Schulz, 15. Süle, 16. Rüdiger, 18. Kimmich 68', 19. Sané 80' ( 6. Goretzka), 20. Gnabry 66' ( 13. Muller) | 1. Cillessen, 2. Tete, 3. De Ligt, 4. Van Dijk (), 5. Blind, 6. De Roon, 7. F. de Jong, 8. Wijnaldum 38' 60' ( 21. Vilhena), 9. Promes, 10. Depay, 11. Babel 45' ( 20. Dilrosun) 66' ( 19. L. de Jong) |  |
| Stadion: Veltins-Arena Toeschouwers: 42.186 Scheidsrechter: Ovidiu Haţegan |                                               |           |                                            | 1. Neuer , 2. Kehrer, 5. Hummels 14', 8. Kroos 52', 9. Werner 63' ( 11. Reus), 14. Schulz, 15. Süle, 16. Rüdiger, 18. Kimmich 68', 19. Sané 80' ( 6. Goretzka), 20. Gnabry 66' ( 13. Muller) | 1. Cillessen, 2. Tete, 3. De Ligt, 4. Van Dijk (), 5. Blind, 6. De Roon, 7. F. de Jong, 8. Wijnaldum 38' 60' ( 21. Vilhena), 9. Promes, 10. Depay, 11. Babel 45' ( 20. Dilrosun) 66' ( 19. L. de Jong) |  |
| Stadion: Veltins-Arena Toeschouwers: 42.186 Scheidsrechter: Ovidiu Haţegan |                                               |           |                                            | 1. Neuer , 2. Kehrer, 5. Hummels 14', 8. Kroos 52', 9. Werner 63' ( 11. Reus), 14. Schulz, 15. Süle, 16. Rüdiger, 18. Kimmich 68', 19. Sané 80' ( 6. Goretzka), 20. Gnabry 66' ( 13. Muller) | 1. Cillessen, 2. Tete, 3. De Ligt, 4. Van Dijk (), 5. Blind, 6. De Roon, 7. F. de Jong, 8. Wijnaldum 38' 60' ( 21. Vilhena), 9. Promes, 10. Depay, 11. Babel 45' ( 20. Dilrosun) 66' ( 19. L. de Jong) |  |
| Bijz.: Debuut van Javairô Dilrosun voor Oranje.                            |                                               |           |                                            | | |  |

## Statistieken
Legenda
| - V = Opgenomen in voorselectie - S = Opgenomen in definitieve selectie | - W = Wedstrijden - = Doelpunten | - 0 (0) = Basisspeler (invalspeler) - 0 (0) = Goals (assists) | - = Gele kaarten (exclusief 2x geel) - = 2x gele kaart in 1 wedstrijd - = Rode kaarten (exclusief 2x geel) |

| Naam                   | Pos. | Maart | Maart | Mei/Juni | Mei/Juni | September | September | Oktober | Oktober | November | November | Gespeeld | Gespeeld | Discipline | Discipline | Discipline |
| Naam                   | Pos. | V     | S     | V        | S        | V         | S         | V       | S       | V        | S        | W        | Goal     |            |            |            |
| ---------------------- | ---- | ----- | ----- | -------- | -------- | --------- | --------- | ------- | ------- | -------- | -------- | -------- | -------- | ---------- | ---------- | ---------- |
| Patrick van Aanholt    | V    |       |       |          |          |           |           |         |         |          |          | 2 (1)    | 0        | 0          | 0          | 0          |
| Nathan Aké             | V    |       |       |          |          |           |           |         |         |          |          | 2 (3)    | 1        | 0          | 0          | 0          |
| Ryan Babel             | A    |       |       |          |          |           |           |         |         |          |          | 7 (1)    | 2        | 0          | 0          | 0          |
| Donny van de Beek      | M    |       |       |          |          |           |           |         |         |          |          | 3 (1)    | 0 (1)    | 0          | 0          | 0          |
| Steven Berghuis        | A    |       |       |          |          |           |           |         |         |          |          | 0 (3)    | 0 (1)    | 0          | 0          | 0          |
| Steven Bergwijn        | A    |       |       |          |          |           |           |         |         |          |          | 2 (1)    | 0        | 0          | 0          | 0          |
| Justin Bijlow          | K    |       |       |          |          |           |           |         |         |          |          | 0        | 0        | 0          | 0          | 0          |
| Marco Bizot            | K    |       |       |          |          |           |           |         |         |          |          | 0        | 0        | 0          | 0          | 0          |
| Daley Blind ()         | V    |       |       |          |          |           |           |         |         |          |          | 8        | 0        | 0          | 0          | 0          |
| Jeffrey Bruma          | V    |       |       |          |          |           |           |         |         |          |          | 0        | 0        | 0          | 0          | 0          |
| Jasper Cillessen       | K    |       |       |          |          |           |           |         |         |          |          | 8        | 0        | 0          | 0          | 0          |
| Arnaut Danjuma         | A    |       |       |          |          |           |           |         |         |          |          | 1 (1)    | 1        | 0          | 0          | 0          |
| Memphis Depay          | A    |       |       |          |          |           |           |         |         |          |          | 10       | 5 (3)    | 1          | 0          | 0          |
| Bas Dost               | A    |       |       |          |          |           |           |         |         |          |          | 1        | 0        | 0          | 0          | 0          |
| Virgil van Dijk        | V    |       |       |          |          |           |           |         |         |          |          | 8        | 3        | 0          | 0          | 0          |
| Javairô Dilrosun       | V    |       |       |          |          |           |           |         |         |          |          | 0 (1)    | 0        | 0          | 0          | 0          |
| Denzel Dumfries        | V    |       |       |          |          |           |           |         |         |          |          | 3        | 0        | 0          | 0          | 0          |
| Eljero Elia            | A    |       |       |          |          |           |           |         |         |          |          | 0 (2)    | 0        | 0          | 0          | 0          |
| Timothy Fosu-Mensah    | V    |       |       |          |          |           |           |         |         |          |          | 0 (1)    | 0        | 0          | 0          | 0          |
| Hans Hateboer          | V    |       |       |          |          |           |           |         |         |          |          | 2 (1)    | 0        | 1          | 0          | 0          |
| Wesley Hoedt           | V    |       |       |          |          |           |           |         |         |          |          | 0        | 0        | 0          | 0          | 0          |
| Daryl Janmaat          | V    |       |       |          |          |           |           |         |         |          |          | 1 (3)    | 0        | 1          | 0          | 0          |
| Frenkie de Jong        | M    |       |       |          |          |           |           |         |         |          |          | 4 (1)    | 0 (1)    | 0          | 0          | 0          |
| Luuk de Jong           | A    |       |       |          |          |           |           |         |         |          |          | 0 (3)    | 0        | 0          | 0          | 0          |
| Justin Kluivert        | A    |       |       |          |          |           |           |         |         |          |          | 0 (2)    | 0        | 0          | 0          | 0          |
| Terence Kongolo        | V    |       |       |          |          |           |           |         |         |          |          | 0 (1)    | 0        | 0          | 0          | 0          |
| Matthijs de Ligt       | V    |       |       |          |          |           |           |         |         |          |          | 10       | 0 (2)    | 0          | 0          | 0          |
| Sergio Padt            | K    |       |       |          |          |           |           |         |         |          |          | 0        | 0        | 0          | 0          | 0          |
| Quincy Promes          | A    |       |       |          |          |           |           |         |         |          |          | 5 (4)    | 2 (1)    | 0          | 0          | 0          |
| Davy Pröpper           | M    |       |       |          |          |           |           |         |         |          |          | 3 (2)    | 0        | 0          | 0          | 0          |
| Karim Rekik            | V    |       |       |          |          |           |           |         |         |          |          | 0        | 0        | 0          | 0          | 0          |
| Marten de Roon         | M    |       |       |          |          |           |           |         |         |          |          | 4 (2)    | 0 (1)    | 2          | 0          | 0          |
| Pablo Rosario          | M    |       |       |          |          |           |           |         |         |          |          | 0 (1)    | 0        | 0          | 0          | 0          |
| Wesley Sneijder *      | M    |       |       |          |          |           |           |         |         |          |          | 1        | 0        | 0          | 0          | 0          |
| Kevin Strootman ()     | M    |       |       |          |          |           |           |         |         |          |          | 4        | 0        | 0          | 0          | 0          |
| Kenny Tete             | V    |       |       |          |          |           |           |         |         |          |          | 4        | 0 (1)    | 1          | 0          | 0          |
| Guus Til               | M    |       |       |          |          |           |           |         |         |          |          | 0 (1)    | 0        | 0          | 0          | 0          |
| Tonny Vilhena          | M    |       |       |          |          |           |           |         |         |          |          | 2 (4)    | 0        | 1          | 0          | 0          |
| Ruud Vormer            | M    |       |       |          |          |           |           |         |         |          |          | 3 (2)    | 0        | 1          | 0          | 0          |
| Stefan de Vrij         | V    |       |       |          |          |           |           |         |         |          |          | 3 (1)    | 0        | 0          | 0          | 0          |
| Wout Weghorst          | A    |       |       |          |          |           |           |         |         |          |          | 0 (3)    | 0        | 0          | 0          | 0          |
| Georginio Wijnaldum () | M    |       |       |          |          |           |           |         |         |          |          | 8        | 2        | 2          | 0          | 0          |
| Jeroen Zoet            | K    |       |       |          |          |           |           |         |         |          |          | 2        | 0        | 0          | 0          | 0          |

- Sneijder werd slechts geselecteerd voor de oefeninterland tegen Peru, waarin hij afscheid nam als international.

KNVB ·
A-internationals ·
Bondscoaches (m) ·
Topscorers ·
Nederlands vrouwenelftal ·
Bondscoaches (v) ·
Nederland B ·
Olympisch elftal ·
Jong Oranje ·
Nederland –20 ·
Nederland –19 ·
Nederland –18 ·
Nederland –17 ·
Nederland –16 ·
Nederland –15 ·
Nederlands amateurelftal ·
Nederlands zaterdagelftal ·
Jong OranjeLeeuwinnen ·
Vrouwen –20 ·
Vrouwen –19 ·
Vrouwen –18 ·
Vrouwen –17 ·
Vrouwen –16 ·
Vrouwen –15 ·
Militair mannenelftal ·
Militair vrouwenelftal ·
Strandteam ·
Vrouwen Strandteam ·
Futsalteam ·
Vrouwen Futsalteam

EK-wedstrijden ·
WK-wedstrijden ·
Resultaten kwalificaties en eindronden ·
Nederland B-wedstrijden ·
Officieuze wedstrijden ·
EK-wedstrijden vrouwen ·
WK-wedstrijden vrouwen ·
Resultaten vrouwen kwalificaties en eindronden
1905 – 1919 ·
1920 – 1929 ·
1930 – 1939 ·
1940 – 1949 ·
1950 – 1959 ·
1960 – 1969 ·
1970 – 1979 ·
1980 – 1989 ·
1990 – 1999 ·
2000 – 2009 ·
2010 – 2019 ·
2020 – 2029
2015 ·
2016 ·
2017 ·
2018 ·
2019 ·
2020 ·
2021 · 
2022
EK's: 1976 · 
1980 · 
1988 · 
1992 · 
1996 · 
2000 · 
2004 · 
2008 · 
2012 · 
2020 · 
2024
WK's: 1934 · 
1938 · 
1974 · 
1978 · 
1990 · 
1994 · 
1998 · 
2006 · 
2010 · 
2014 · 
2022
OS: 1908 ·
1912 ·
1920 ·
1924 ·
1928 ·
1948 ·
1952 ·
2008
Albanië ·
Andorra ·
Argentinië ·
Armenië ·
Australië ·
België ·
Bosnië en Herzegovina ·
Brazilië ·
Bulgarije ·
Canada ·
Chili ·
China ·
Colombia ·
Costa Rica ·
Curaçao ·
Cyprus ·
DDR ·
Denemarken ·
Duitsland ·
Ecuador ·
Egypte ·
Engeland ·
Estland ·
Faeröer ·
Finland ·
Frankrijk ·
GOS · 
Georgië ·
Ghana ·
Gibraltar ·
Griekenland ·
Hongarije ·
Ierland ·
IJsland ·
Indonesië ·
Iran ·
Israël ·
Italië ·
Ivoorkust ·
Japan ·
Joegoslavië ·
Kameroen ·
Kazachstan ·
Kroatië ·
Letland ·
Liechtenstein ·
Luxemburg ·
Malta ·
Marokko ·
Mexico ·
Moldavië ·
Montenegro ·
Nederlandse Antillen ·
Nigeria ·
Noord-Ierland ·
Noord-Macedonië ·
Noorwegen ·
Oekraïne ·
Oostenrijk ·
Paraguay ·
Peru ·
Polen ·
Portugal ·
Qatar ·
Roemenië ·
Rusland ·
Saarland ·
San Marino ·
Saoedi-Arabië ·
Schotland ·
Senegal ·
Servië en Montenegro ·
Slovenië ·
Slowakije ·
Sovjet-Unie ·
Spanje ·
Suriname ·
Thailand ·
Tsjechië ·
Tsjecho-Slowakije ·
Tunesië ·
Turkije ·
Uruguay ·
Verenigd Koninkrijk ·
Verenigde Staten ·
Wales ·
Wit-Rusland ·
Zuid-Afrika ·
Zuid-Korea ·
Zweden ·
Zwitserland
Argentinië (1978) ·
Argentinië (2006) ·
Argentinië (2014) ·
Argentinië (2022) ·
Australië (2014) ·
Brazilië (2014) ·
Chili (2014) · 
Costa Rica (2014) ·
Denemarken (2010) ·
Denemarken (2012) ·
Duitsland (2012) · 
Ecuador (2022) · 
Frankrijk (2008) ·
Italië (2008) ·
Ivoorkust (2006) ·
Japan (2010) ·
Kameroen (2010) ·
Mexico (2014) · 
Noord-Macedonië (2021) · 
Oekraïne (2021) · 
Oostenrijk (2021) · 
Portugal (2006) ·
Portugal (2012) ·
Portugal (2019) ·
Qatar (2022) ·
Roemenië (2008) ·
Rusland (2008) ·
San Marino (2011) ·
Senegal (2022) ·
Servië en Montenegro (2006) ·
Sovjet-Unie (1988) ·
Spanje (2010) ·
Spanje (2014) ·
Tsjechië (2021) · 
Uruguay (2010) ·
Verenigde Staten (2022) · 
West-Duitsland (1974)